# Lista președinților Statelor Unite ale Americii după timpul trăit după exercitarea funcției
Această pagină este o listă a președinților Statelor Unite ale Americii ordonată după timpul trăit după exercitarea funcției, un fel de contabilitate a duratei "pensionării" șefilor executivului american.  Dacă se privește prima treime a listei, s-ar putea trage concluzia că o pensionare fericită îi poate aștepta pe viitorii președinți americani. Dacă se studiază ultima parte a listei (cu excepția evidentă a președinților care și-au încheiat recent mandatele) se constată, cel puțin pentru șase din patruzeci și cinci, că această funcție poate fi considerată ca fiind "periculoasă". 
| Ordonare după lungimea timpului ca fost președinte | Președinte             | Ordine în funcție | Lungimea pensionării (în zile)            | Lungimea pensionării (ani și zile)        | Vârsta la deces (ani împliniți) |
| -------------------------------------------------- | ---------------------- | ----------------- | ----------------------------------------- | ----------------------------------------- | ------------------------------- |
| 1                                                  | Jimmy Carter           | 39                | 16.049                                    | 43 a 344 z                                | 100                             |
| 2                                                  | Herbert Hoover         | 31                | 11.553                                    | 31 a 230 z                                | 90                              |
| 3                                                  | Gerald Ford            | 38                | 10.932                                    | 29 a 340 z                                | 93                              |
| 4                                                  | George H. W. Bush      | 41                | 9.445                                     | 25 a 314 z                                | 94                              |
| 5                                                  | John Adams             | 2                 | 9.253                                     | 25 a 122 z                                | 90                              |
| 6                                                  | Bill Clinton           | 42                | 8.907                                     | 24 a 141 z                                |                                 |
| 7                                                  | Martin Van Buren       | 8                 | 7.812                                     | 21 a 142 z                                | 79                              |
| 8                                                  | Millard Fillmore       | 13                | 7.674                                     | 21 a 4 z                                  | 73                              |
| 9                                                  | Harry S. Truman        | 33                | 7.280                                     | 19 a 340 z                                | 88                              |
| 10                                                 | Richard Nixon          | 37                | 7.196                                     | 19 a 256 z                                | 81                              |
| 11                                                 | James Madison          | 4                 | 7.056                                     | 19 a 116 z                                | 85                              |
| 12                                                 | John Quincy Adams      | 6                 | 6.930                                     | 18 a 356 z                                | 80                              |
| 13                                                 | Thomas Jefferson       | 3                 | 6.331                                     | 17 a 122 z                                | 83                              |
| 14                                                 | William Howard Taft    | 27                | 6.213                                     | 17 a 4 z                                  | 72                              |
| 15                                                 | John Tyler             | 10                | 6.164                                     | 16 a 320 z                                | 71                              |
| 16                                                 | George W. Bush         | 43                | 5.985                                     | 16 a 141 z                                |                                 |
| 17                                                 | Ronald Reagan          | 40                | 5.615                                     | 15 a 137 z                                | 93                              |
| 18                                                 | Grover Cleveland       | 22 și 24          | 5.590                                     | 15 a 112 z                                | 71                              |
| 19                                                 | Franklin Pierce        | 14                | 4.601                                     | 12 a 218 z                                | 64                              |
| 20                                                 | Rutherford B. Hayes    | 19                | 4.337                                     | 11 a 319 z                                | 70                              |
| 21                                                 | Theodore Roosevelt     | 26                | 3.595                                     | 9 a 308 z                                 | 60                              |
| 22                                                 | Barack Obama           | 44                | 3.063                                     | 8 a 141 z                                 |                                 |
| 23                                                 | Ulysses S. Grant       | 18                | 3.063                                     | 8 a 141 z                                 | 63                              |
| 24                                                 | Andrew Jackson         | 7                 | 3.018                                     | 8 a 96 z                                  | 78                              |
| 25                                                 | Dwight D. Eisenhower   | 34                | 2.989                                     | 8 a 67 z                                  | 78                              |
| 26                                                 | Benjamin Harrison      | 23                | 2.931                                     | 8 a 9 z                                   | 67                              |
| 27                                                 | James Buchanan         | 15                | 2.646                                     | 7 a 89 z                                  | 77                              |
| 28                                                 | Andrew Johnson         | 17                | 2.340                                     | 6 a 149 z                                 | 66                              |
| 29                                                 | James Monroe           | 5                 | 2.313                                     | 6 a 122 z                                 | 73                              |
| 30                                                 | Lyndon B. Johnson      | 36                | 1.463                                     | 4 a 2 z                                   | 64                              |
| 31                                                 | Donald Trump           | 45 și 47          | 1.461                                     | 4 a 0 z                                   |                                 |
| 32                                                 | Calvin Coolidge        | 30                | 1.403                                     | 3 a 307 z                                 | 60                              |
| 33                                                 | Woodrow Wilson         | 28                | 1.066                                     | 2 a 336 z                                 | 67                              |
| 34                                                 | George Washington      | 1                 | 1.015                                     | 2 a 285 z                                 | 67                              |
| 35                                                 | Chester Alan Arthur    | 21                | 624                                       | 1 a 259 z                                 | 57                              |
| 36                                                 | Joe Biden              | 46                | 141                                       | 0 a 141 z                                 |                                 |
| 37                                                 | James Knox Polk        | 11                | 103                                       | 0 a 103 z                                 | 53                              |
|                                                    |                        |                   |                                           |                                           |                                 |
| 38                                                 | William Henry Harrison | 9                 | Decedați în timpul exercitării mandatului | Decedați în timpul exercitării mandatului | 68                              |
| 38                                                 | Zachary Taylor         | 12                | Decedați în timpul exercitării mandatului | Decedați în timpul exercitării mandatului | 65                              |
| 38                                                 | Abraham Lincoln        | 16                | Decedați în timpul exercitării mandatului | Decedați în timpul exercitării mandatului | 56                              |
| 38                                                 | James Abram Garfield   | 20                | Decedați în timpul exercitării mandatului | Decedați în timpul exercitării mandatului | 49                              |
| 38                                                 | William McKinley       | 25                | Decedați în timpul exercitării mandatului | Decedați în timpul exercitării mandatului | 58                              |
| 38                                                 | Warren G. Harding      | 29                | Decedați în timpul exercitării mandatului | Decedați în timpul exercitării mandatului | 57                              |
| 38                                                 | Franklin D. Roosevelt  | 32                | Decedați în timpul exercitării mandatului | Decedați în timpul exercitării mandatului | 63                              |
| 38                                                 | John F. Kennedy        | 35                | Decedați în timpul exercitării mandatului | Decedați în timpul exercitării mandatului | 46                              |

1. 1 2 3 4  În viață.
2. ↑  Cleveland a devenit un fost președinte pentru 4 ani după primul său termen, plus încă 11 ani după cel de-al doilea termen al său.
3. ↑  Președinte în funcție, după ce și-a încheiat un prim mandat în 2021.

- Media perioadei de pensionare pentru cei 32 de președinți care și-au încheiat mandatele (și care nu mai sunt în viață) este de 5.269 de zile (14 ani 5 luni și 5 zile), situându-se între pozițiile 18 și 19 (Cleveland și Pierce).
- Dacă îi luăm în calcul și pe cei 8 președinți decedați în timpul exercitării mandatului lor, atunci media este de 4.215 de zile (11 ani 6 luni și 16 zile), adică între pozițiile 20 și 21 (Hayes și T. Roosevelt).